# Bellator 233
Bellator 233: Salter vs. Van Steenis è stato un evento di arti marziali miste tenuto dalla Bellator MMA l'8 novembre 2019 al WinStar World Casino di Thackerville negli Stati Uniti.

## Risultati
|                   | Divisione              |                   |           |                      | Metodo                                      | Round     | Tempo     | Premio    |
| Main Card         | Main Card              | Main Card         | Main Card | Main Card            | Main Card                                   | Main Card | Main Card | Main Card |
| ----------------- | ---------------------- | ----------------- | --------- | -------------------- | ------------------------------------------- | --------- | --------- | --------- |
|                   | Pesi medi              | John Salter       | batte     | Costello van Steenis | Decisione unanime (29-28, 29-28, 29-28)     | 3         | 5:00      |           |
|                   | Catchweight (195 lbs.) | Andrew Kapel      | batte     | Muhammed Lawal       | KO (pugni)                                  | 1         | 1:22      |           |
|                   | Pesi piuma femminili   | Arlene Blencowe   | batte     | Leslie Smith         | Decisione unanime (30-27, 30-27, 30-27)     | 3         | 5:00      |           |
|                   | Pesi massimi           | Tyrell Fortune    | batte     | Zu Anyanwu           | KO tecnico (pugni)                          | 2         | 1:56      |           |
| Card Preliminare  |                        |                   |           |                      |                                             |           |           |           |
|                   | Pesi mediomassimi      | Tyree Fortune     | batte     | Chuck Campbell       | Decisione non unanime (29-28, 28-29, 29-28) | 3         | 5:00      |           |
|                   | Catchweight (175 lbs.) | Logan Storley     | batte     | E.J. Brooks          | KO tecnico (stop medico)                    | 1         | 5:00      |           |
|                   | Pesi mediomassimi      | Julius Anglickas  | batte     | Jordan Young         | Decisione unanime (30-27, 30-27, 30-27)     | 3         | 5:00      |           |
|                   | Pesi piuma femminili   | Amanda Bell       | batte     | Janay Harding        | KO tecnico (pugni)                          | 3         | 4:44      |           |
|                   | Pesi welter            | Kyle Crutchmer    | batte     | Robert Gidron        | Decisione unanime (30-27, 30-27, 30-27)     | 3         | 5:00      |           |
|                   | Pesi medi              | Romero Cotton     | batte     | Jason Perrotta       | Sottomissione verbale (infortunio)          | 1         | 2:16      |           |
|                   | Pesi mediomassimi      | Christian Edwards | batte     | Cesar Bennett        | KO (calcio alla testa)                      | 1         | 0:16      |           |
|                   | Pesi mediomassimi      | Grant Neal        | batte     | Jimmy Lugo           | Decisione unanime (30-26, 29-28, 30-26)     | 3         | 5:00      |           |
| Card Postliminare |                        |                   |           |                      |                                             |           |           |           |
|                   | Pesi leggeri           | Aaron Mckenzie    | batte     | Sean Clements        | Sottomissione (rear-naked choke)            | 2         | 4:31      |           |
|                   | Pesi piuma             | Lucas Brennan     | batte     | Jacob Landin         | Sottomissione (rear-naked choke)            | 1         | 3:38      |           |